# Австро-турецька війна (1663—1664)
Австро-турецька війна 1663—1664 років або Четверта австро-турецька війна — війна між Габсбурзькою монархією та Османською імперією.

## Передісторія
Причиною війни стало те, що Юрій II Ракоці, князь Трансильванії, без дозволу Високої Порти в 1658 році вторгнувся в Польщу. Трансильванське князівство було турецьким васалом, тому, дізнавшись про таку несанкціоновану дію Османська імперія оголосила йому війну. Пізніше великий візир Кепрюлю Мехмед-паша завоював Трансильванію, а новий трансильванський князь Янош Кеминь втік у Відень в пошуках австрійської підтримки. Імператор Леопольд I, не бажаючи, щоб Трансильванія була анексована Османською імперією, відправив туди Раймунда Монтекукколі з невеликою армією.
Тим часом хорватський бан Міклош Зріні (Миколай Зрінський) з 1661 року робив все для провокування нового османсько-габсбурзького конфлікту, здійснюючи на османську територію рейди зі свого замку Нові-Зрін. Ці рейди та присутність армії Монтекукколі змусили турків порушити статус-кво, що існувало між Константинополем і Віднем з 1606 року.

## Кампанія 1663 року
Влітку 1663 року османська армія з 100 тисяч вояків під командуванням великого візира Фазіла Ахмед-паші Кепрюлю вторглась у Габсбурзьку Угорщину і у вересні взяла Нове Замки. Для відсічі їм було лише 12 тисяч вояків під командуванням Раймунда Монтекукколі та 15 тисяч угорсько-хорватських військ Міклоша Зріні.
У січні 1663 року імператор Леопольд I скликав Імперський парламент, закликаючи німецьких та європейських монархів на допомогу, і встиг. Була зібрана армія із 30 тисяч баварців, саксонців та бранденбуржців. Навіть заклятий ворог Габсбургів — Людовік XIV — прислав корпус із 6 тисяч вояків на чолі з Жаном де Коліньї-Саліньї.

## Кампанія 1664 року
На початку 1664 року Імперська армія була розділена на 3 корпуси: на півдні знаходився 17-тисяч корпус угорсько-хорватських військ під командуванням Міклоша Зріні, в центрі — основна армія Монтекукколі із 28,5 тисяч, на півночі — 8,5 тисяч під командуванням генерала Жан-Луї Радуї де Суше. Ще 12,5 тисяч людей перебували в резерві, обороняючи фортеці. Армія не була єдиним цілим через розбіжності між командувачами, найбільш незалежно вів себе Зріні.
Зріні вторгся в Османську Угорщину й форсував Драву в районі Осієка, проте так і не зміг взяти свою основну ціль — місто Надьканіжа. В червні півторамісячну облогу міста довелось зняти через наближення Кепрюлю з основною турецькою армією. Турки навіть взяли замок Нові-Зрін, оскільки Монтекукколі відмовився прийти на допомогу хорватському командувачу.
Після взяття Нові-Зріна турки пішли на Відень, однак на річці Раба між Могерсдорфом та Сентготтхардським абатством зіштовхнулись з армією Монтекукколі. В битві при Сентготтхарді турки втратили від 16 до 22 тисяч своїх найкращих військ.
У північній Угорщині Де Суше отримав ряд невеликих перемог над турками, найважливішою з яких була перемога в битві при Левіці.
Через 9 днів після битви при Сентготтхарді був підписаний Вашварський мир. Попри перемогу Австрії у війні, був визнаний контроль Османської імперії над Трансильванією та районом Нове Замки; замок Нові-Зрін було зруйновано. Основним фактором, який вплинув на австрійську позицію на переговорах, була французька загроза володінням Габсбургів у Нідерландах, Німеччині та Італії.